# Ormocarpum klainei
'Ormocarpum klainei é uma espécie vegetal da família Fabaceae.
Pode ser encontrada nos seguintes países: possivelmente Camarões e possivelmente em Gabão.
Os seus habitats naturais são: florestas secas tropicais ou subtropicais .
Está ameaçada por perda de habitat.